# (4328) Valina
(4328) Valina es un asteroide perteneciente al cinturón de asteroides, descubierto el 18 de septiembre de 1982 por Henri Debehogne desde el Observatorio de La Silla, Chile.

## Designación y nombre
Designado provisionalmente como 1982 SQ2 . Fue nombrado Valina en honor a Valentina Arkadievna Andréichenko y su hija Alina Eduardovna por su colaboración con el descubridor en el Observatorio Tomsk.

## Características orbitales
Valina está situado a una distancia media del Sol de 2,303 ua, pudiendo alejarse hasta 2,702 ua y acercarse hasta 1,904 ua. Su excentricidad es 0,173 y la inclinación orbital 5,698 grados. Emplea 1277 días en completar una órbita alrededor del Sol.

## Características físicas
La magnitud absoluta de Valina es 14. Tiene 3,607 km de diámetro y su albedo se estima en 0,382.